# Церион
Церион (хрв. Cerion, итал. Cerion) је насељено место у општини Вишњан, Истарска жупанија, Хрватска.

## Историја
До територијалне реорганизације у Хрватској био је у саставу старе општине Пореч.

## Становништво
На попису становништва из 2011. године, Церион је имао 66 становника.
| Број становника према пописима | Број становника према пописима | Број становника према пописима | Број становника према пописима | Број становника према пописима | Број становника према пописима | Број становника према пописима | Број становника према пописима | Број становника према пописима | Број становника према пописима | Број становника према пописима | Број становника према пописима | Број становника према пописима | Број становника према пописима | Број становника према пописима | Број становника према пописима |
| ------------------------------ | ------------------------------ | ------------------------------ | ------------------------------ | ------------------------------ | ------------------------------ | ------------------------------ | ------------------------------ | ------------------------------ | ------------------------------ | ------------------------------ | ------------------------------ | ------------------------------ | ------------------------------ | ------------------------------ | ------------------------------ |
| 1857                           | 1869                           | 1880                           | 1890                           | 1900                           | 1910                           | 1921                           | 1931                           | 1948                           | 1953                           | 1961                           | 1971                           | 1981                           | 1991                           | 2001                           | 2011                           |
| 0                              | 0                              | 54                             | 52                             | 60                             | 70                             | 0                              | 0                              | 78                             | 72                             | 57                             | 38                             | 35                             | 38                             | 46                             | 66                             |

Напомена: Године 1857, 1869, 1921. и 1931. подаци се налазе у насељу Бриг (Вижинада). Године 1890. и 1900. исказивано под именом Гаспарини. Од 1880. до 1910. исказивано као део насеља.